# Olympische Sommerspiele 2000/Teilnehmer (Nepal)
| Gelbes Symbol für Goldmedaillen mit stilisierten Olympischen Ringen | Graues Symbol für Silbermedaillen mit stilisierten Olympischen Ringen | Braundes Symbol für Bronzemedaillen mit stilisierten Olympischen Ringen |
| ------------------------------------------------------------------- | --------------------------------------------------------------------- | ----------------------------------------------------------------------- |
| —                                                                   | —                                                                     | —                                                                       |

Nepal nahm an den Olympischen Sommerspielen 2000 in der australischen Metropole Sydney mit fünf Athleten, zwei Frauen und drei Männern, an fünf Wettkämpfen in drei Sportarten teil.
Seit 1964 war es die neunte Teilnahme des asiatischen Staates an Olympischen Sommerspielen.

## Flaggenträger
Der Schwimmer Chitra Bahadur Gurung (Nepali: चित्रबहादुर गुरुङ) trug die Flagge Nepals während der Eröffnungsfeier im Stadium Australia.

## Teilnehmer nach Sportarten
Wenn innerhalb der Sportarten nicht anders angegeben, sind in den Wettkämpfen nur Männer angetreten.

### Leichtathletik
100 m Frauen
- Devi Maya Paneru: Platz 71; mit 12,74 s (Platz 7 im fünften Vorlauf) nicht für die Zwischenläufe qualifiziert

5000 m Männer
- Gyan Bahadur Bohara: Platz 34; mit neuem Landesrekord von 14:34,15 min (Platz 17 im zweiten Vorlauf) nicht für das Finale qualifiziert

### Schießen
Luftgewehr 10 m Frauen
- Bhagawati Khatri: Platz 43 - 386 Ringe

### Schwimmen
50 m Freistil Frauen
- Runa Pradhan (रुना प्रधान): Platz 66; mit 31,28 s im zweiten Vorlauf nicht für die Halbfinalrennen qualifiziert

50 m Freistil Männer
- Chitra Bahadur Gurung (चित्रबहादुर गुरुङ): Platz 69; mit 27,02 s im ersten Vorlauf nicht für die Halbfinalrennen qualifiziert